# Hyloxalus borjai
Hyloxalus borjai es una especie de anfibio anuro de la familia Dendrobatidae.

## Distribución geográfica
Esta especie es endémica del departamento de Antioquia en Colombia. Habita en Amalfi entre los 1000 y 1500 m de altitud en la Cordillera Central del norte.

## Descripción
Hyloxalus borjai mide de 18 a 20 mm.

## Etimología
Esta especie lleva el nombre en honor a Rafael Borja Acuña del Zoológico Santa Fe, Medellín .

## Publicación original
- Rivero & Serna, 2000 "1995" : New species of Colostethus (Amphibia, Dendrobatidae) of the Department of Antioquia, Colombia, with the description of the tadpole of Colostethus fraterdanieli. Revista de Ecología Latino Americana, vol. 2, n.º 1/3, p. 45-58[5]